# Браганса (округ)
Округ Браганса (порт. Distrito de Bragança) је један од 18 округа Португалије, смештен у њеном крајњем североисточном делу. Седиште округа је истоимени град Браганса.

## Положај и границе округа
Округ Браганса се налази у крајње североисточном делу Португалије и граничи се са:
- север: Шпанија (Галиција),
- исток: Шпанија (Кастиља и Леон),
- југ: округ Гварда,
- југозапад: округ Визеу,
- запад: округ Вила Реал.

## Природни услови
Рељеф: Округ Браганса се налази у историјској области Трасос Монтес, који чини низ висоравни и долина надморске висине 600-800 метара. У датом простору издваја се неколико планина, од којих је највиша планина Ногуера.
Клима: у округу Браганса је измењено средоземна (жарка и сува лета, хладније зиме са снегом), с обзиром на већу висину округа и удаљеност од мора.
Воде: Најважнија река у округу је Дуро, која је гранична на југу. Важна је и река Сабор, а остали водотоци су притоке тих река.

## Становништво
По подацима из 2001. године на подручју округа Браганса живи близу 150.000 становника, већином етничких Португалаца.
Густина насељености - Округ има густину насељености око 22 ст./км², што 4 пута мање од државног просека (око 105 ст./км²). Део око града Брагансе је боље насељен, док је остатак слабо насељен.

## Подела на општине
Округ Браганса је подељен на 12 општина (concelhos), које се даље деле на 299 насеља (Freguesias).
Општине у округу су:
| - Алфандега да Фе - Браганса - Вила Флор - Вимиозо | - Вињаис - Каразеда де Ансијаис - Маседо де Кавалеирос - Миранда до Дуро | - Мирандела - Могадуро - Монкорво - Фреишо де Еспада а Синта |